# Steven Jackson (giocatore di football americano)
Steven Rashad Jackson (Las Vegas, 22 luglio 1983) è un ex giocatore di football americano statunitense che ha militato nel ruolo di running back nella National Football League (NFL). Fu scelto dai St. Louis Rams come 24º assoluto nel Draft NFL 2004. Al college ha giocato a football alla Oregon State University.

## Carriera

### St. Louis Rams
Jackson fu scelto come 24º assoluto dai St. Louis Rams nel draft 2004. I Rams scambiarono le proprie scelte con i Denver Broncos ed i Cincinnati Bengals per arrivare a Jackson. Denver spedì Deltha O'Neal a Cincinnati la loro scelta del primo giro. Poi, St. Louis scambiò la sua scelta con Cincinnati per prendere Jackson mentre i Bengals scelsero Chris Perry per sostituire il partente Corey Dillon che fu inviato ai New England Patriots.
Il 30 luglio 2004, Jackson firmò un contratto quinquennale da 7 milioni di dollari coi Rams, compresi 2,05 milioni di bonus alla firma. Nella sua stagione da rookie nel 2004 fu la riserva di Marshall Faulk. Malgrado il limitato tempo in campo concessogli, corse 134 volte per 673 yard e 4 touchdown, oltre a 19 ricezioni per 189 yard.
Con l'avanzare dell'età di Faulk, Jackson fu nominato titolare nel 2005, in cui corse 1.046 yard ed otto touchdown su 254 tentativi e ricevette 43 passaggi per 320 yard e 2 touchdown.

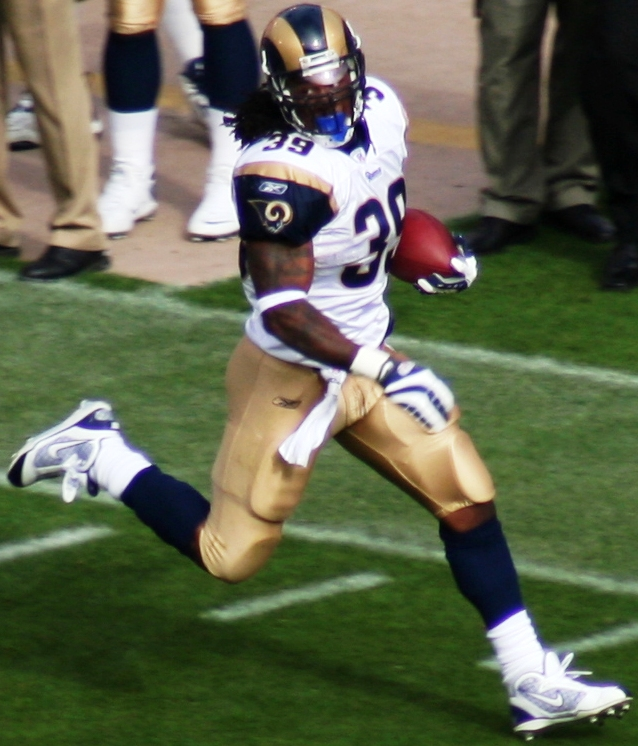
Jackson con la maglia dei Rams nel 2007.

Dopo la partenza del capo-allenatore Mike Martz, nel 2006 Jackson giocò una stagione di alto livello. Con Scott Linehan come nuovo allenatore, i Rams ebbero un gioco offensivo molto più bilanciato. Jackson corse 346 volte per 1.528 yard e 13 touchdown, oltre a guidare tutti i running back nelle ricezioni con 90 passaggi per 806 yard e 3 touchdown. Guidò anche la NFL in yard totali dalla linea di scrimmage con 2.334. Per queste sue prestazioni fu selezionato per il suo primo Pro Bowl ed ottenne un voto nel premio di giocatore offensivo dell'anno della NFL. Fu anche nominato MVP del 2006 dei Rams.
Dopo la stagione, Jackson non partecipò al training camp ritenendosi sottopagato e rimanendogli un solo anno del contratto da rookie. Più tardi finì la sua protesta e disse che sarebbe tornato ad allenarsi. Il 21 agosto 2008 Jackson firmò un contratto di 6 anni del valore massimo di 49,3 milioni di dollari, compresi 21 garantiti (11,4 milioni di bonus alla firma), divenendo il running back più pagato della NFL.
Il 24 ottobre 2010 Jackson sorpassò Eric Dickerson per yard corse in carriera coi Rams, dopo 110 yard corse contro i Tampa Bay Buccaneers. Il 21 novembre 2010 superò le 10.000 yard in carriera dalla linea di scrimmage nel primo quarto della gara contro gli Atlanta Falcons.
Nella stagione 2011, Jackson corse per 1.145 yard, in quella che fu la sua settima stagione consecutiva con più di 1.000 yard corse, mostrandosi una delle poche note positive della sfortunata stagione dei Rams, chiusa col peggior record della NFL, 2-14. A fine stagione fu votato al 38º posto nella NFL Top 100, l'annuale classifica dei migliori cento giocatori della stagione.
Nella settimana 15 della stagione 2012, grazie a 73 yard corse contro i Minnesota Vikings, Jackson superò il traguardo delle 10.000 yard corse in carriera. Il 30 dicembre, nell'ultima gara della stagione in casa dei Seattle Seahawks, divenne il sesto running back della storia della lega a giocare 8 stagioni consecutive da 1.000 yard corse. La sua annata si concluse con 1.042 yard corse e 4 touchdown. Nel febbraio 2013, i Rams concessero a Jackson di annullare l'ultimo anno del contratto da sei anni firmato nel 2007, malgrado non avesse i requisiti per farlo, rendendolo un free agent.

### Atlanta Falcons

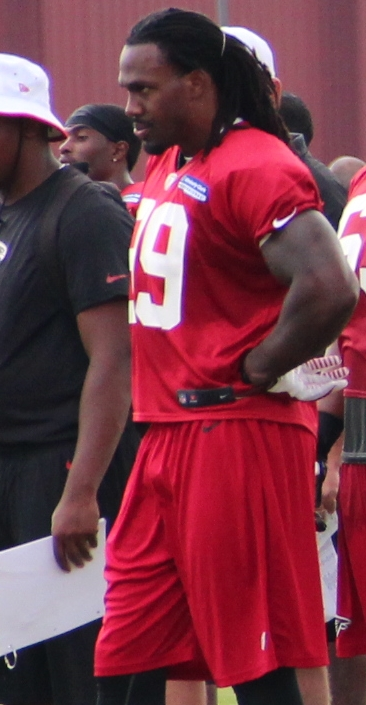
Jackson nel training camp 2013 dei Falcons.

Il 14 marzo 2013, Jackson firmò un contratto triennale con gli Atlanta Falcons. Nella prima gara con la nuova maglia corse 77 yard su 11 tentativi ma i Falcons furono sconfitti dai Saints. Il primo touchdown con i Falcons lo segnò nella settimana 12 contro i Saints ma i Falcons persero la quinta gara consecutiva della loro stagione avara di soddisfazioni. La striscia negativa si interruppe battendo i Bills ai supplementari in cui segnò altri due touchdown. In finale di stagione positivo di Jackson continuò segnando due touchdown nella settimana 15 in cui Atlanta vinse la quarta e ultima gara stagionale ai danni dei Redskins.
Il primo touchdown del 2014, Jackson lo segnò nel Thursday Night della settimana 3, vinto per 56-14 contro i Buccaneers. Nel tredicesimo turno corse la sua prima partita stagionale da oltre cento yard, segnando un touchdown e con una corsa da 55 yard che fu la sua più lunga dal 2009. Grazie al suo contributo, i Falcons batterono gli Arizona Cardinals che in quel momento erano in possesso del miglior record della NFC. La sua annata si chiuse guidando la squadra con 707 yard corse e 6 touchdown.
Jackson fu svincolato dai Falcons il 26 febbraio 2015.

### New England Patriots
Il 21 dicembre 2015, Jackson firmò con i New England Patriots, andando a segno nell'ultima partita della stagione regolare contro i Dolphins. Nella finale dell'AFC contro i Broncos, Jackson segnò il primo touchdown in carriera nei playoff, ma i Patriots furono sconfitti a un passo dal Super Bowl 50.

## Palmarès
- Convocazioni al Pro Bowl: 3

2006, 2009, 2010
- All-Pro: 2

2006, 2009
- Club delle 10.000 yard corse in carriera
- Leader di tutti i tempi dei St. Louis Rams in yard corse in carriera